# La Danse du lion (film, 1980)
Pour les articles homonymes, voir La Danse du lion (film, 1936) et Danse du lion.
Pour plus de détails, voir Fiche technique et Distribution.
La Danse du lion (Shi di chu ma) est un film hongkongais réalisé par Jackie Chan en 1980.

## Synopsis
Dragon est orphelin depuis son plus jeune âge. Étudiant en arts martiaux, il est élevé avec son grand frère par maître Tien. Chaque année a lieu une compétition au cours de laquelle les meilleurs élèves doivent affronter ceux de l’école adverse. Le grand frère de Dragon s’étant blessé à la jambe, il ne peut pas y participer. Son jeune frère va donc prendre sa place…

## Fiche technique
- Titre français : La Danse du lion
- Titre anglais : The Young Master
- Titre original : Shi di chu ma
- Réalisation : Jackie Chan
- Scénario : Jackie Chan, Lau Tin-chee, Tung Lu, Tang Kin-sang
- Musique : Frankie Chan
- Photographie : Chen Ching-chueh
- Montage : Cheung Yiu-chung
- Société de production : Golden Harvest, Leonardo Ho Company
- Distribution : 
  - Hong Kong : Golden Harvest
- Pays d'origine : Hong Kong
- Genre : Action, comédie
- Durée : 106 minutes
- Dates de sortie en salles :
  - Hong Kong : 9 février 1980
  - France : 2 décembre 1981

## Distribution
- Jackie Chan (VF : Maurice Sarfati) : Dragon
- Yuen Biao : le fils de Sang Kung / Quatrième frère
- Tien Feng (VF : René Bériard) : Maître Tien
- Shih Kien (VF : Claude Joseph) : Sang Kung
- Lily Li : la fille de Sang Kung
- Fung Fung (VF : Roger Crouzet) : Ah Suk
- Hwang In-shik

## Autour du film
La Danse du lion est le deuxième film de Jackie Chan et le premier qu’il ait réalisé en collaboration avec les célèbres studios Golden Harvest. Une attention toute particulière est portée à l’esthétique des combats admirablement chorégraphiés, dans lesquels Jackie Chan exécute des cascades à couper le souffle avec une aisance incroyable. Au moment de sa sortie, La Danse du lion pulvérisa tous les records au box-office hongkongais. Pour ses fans, il reste l’un des meilleurs roi du kung-fu.